# Special Olympics Nigeria
Special Olympics Nigeria (englisch: Special Olympics Nigeria) ist der nigerianische Verband von Special Olympics International, der weltweit größten Sportbewegung für Menschen mit geistiger Beeinträchtigung und Mehrfachbeeinträchtigung. Ziel ist die sportliche Förderung dieser Personengruppe und die Sensibilisierung der Gesellschaft für sie. Außerdem betreut der Verband die nigerianischen Athletinnen und Athleten bei den Special Olympics Wettbewerben.

## Geschichte
Special Olympics Nigeria wurde 2001 mit Sitz in Lagos gegründet und nahm 2005 seine Funktionen in vollem Umfang wahr.

## Aktivitäten
2019 waren 26.560 Athletinnen, Athleten und Unified Partner sowie 1.651 Trainer bei Special Olympics Nigeria registriert.
Der Verband nahm 2020 an den Programmen Athlete Leadership, Healthy Athletes, Young Athletes, Healthy Communities und Youth Activation teil, die von Special Olympics International ins Leben gerufen worden waren.

### Sportarten
Folgende Sportarten wurden 2020 vom Verband angeboten: 
- Badminton (Special Olympics)
- Basketball (Special Olympics)
- Floor Hockey (Special Olympics)
- Floorball
- Fußball (Special Olympics)
- Leichtathletik (Special Olympics)
- Radsport (Special Olympics)
- Schwimmen (Special Olympics)
- Tischtennis (Special Olympics)
- Volleyball (Special Olympics)

### Teilnahme an Weltspielen vor 2020
(Quellen:)
- 2007 Special Olympics World Summer Games, Shanghai, China (34 Athletinnen und Athleten)
- 2011 Special Olympics World Summer Games, Athen (61 Athletinnen und Athleten)
- 2013 Special Olympics World Winter Games, PyeongChang, Südkorea (14 Athletinnen und Athleten)
- 2015 Special Olympics World Summer Games, Los Angeles, USA (42 Athletinnen und Athleten)
- 2017 Special Olympics World Winter Games, Graz-Schladming-Ramsau, Österreich (21 Athletinnen und Athleten)
- 2019 Special Olympics, World Summer Games, Abu Dhabi (85 Athletinnen und Athleten)

### Teilnahme an den Special Olympics World Summer Games 2023 in Berlin
Special Olympics Nigeria nahm an den Special Olympics World Summer Games 2023 teil. Die Delegation sollte vor den Spielen im Rahmen des Host Town Program von Celle und Nienhagen betreut werden. Jedoch sagte der Verband kurzfristig seinen Besuch in Celle und Nienhagen ab, woraufhin beide Kommunen anschließend eine Kostenrückerstattung verlangten und das geplante Fest und den Fackellauf trotzdem veranstalteten.